# Chiến tranh Kim–Tống (1162–1164)
Chiến tranh Kim-Tống (1162 - 1164) chỉ một loạt các cuộc giao tranh giữa quân đội hai nước Kim và Nam Tống trong lịch sử Trung Quốc kéo dài trong suốt ba năm 1162 - 1164 do nước Tống phát động nhằm thu phục vùng đất Trung Nguyên bị người Kim chiếm được trong cuộc chiến 1125 - 1141. Các tướng Kim phòng ngự chắc chắn và tổ chức phản công vào địa giới Tống, tạo thành thế giằng co. Cuối cùng hai bên đi đến hòa ước Long Hưng vào năm 1164, lập lại hòa bình.

## Bối cảnh
Sau sự biến Tĩnh Khang, miền bắc nước Tống dần rơi vào tay người Kim. Với việc nhị đế bị bắt, đất đai bị mất, người dân Trung Quốc đều coi đây là một nỗi nhục to lớn. Về sau tuy Tống Cao Tông lên ngôi ở Nam Kinh, phục hưng đất nước, nhưng cũng đã để cho người Kim chiếm hết miền bắc, lại cam tâm ký vào bản hòa ước Thiệu Hưng đầy nhục nhã, đồng ý cắt đất xưng thần (1142). Những năm đó, phe chủ hòa của tể tướng Tần Cối nắm quyền lực lớn trong triều. Nhưng kể từ khi Tần Cối chết (1155), phe chủ chiến lại được dịp trỗi dậy.
Cuối năm 1161, vua Kim Hoàn Nhan Lượng phát động nam tiến nhằm thống nhất Trung Quốc nhưng bị thảm bại nặng nề ở trận Thái Thạch. Bản thân Hoàn Nhan Lượng bị loạn binh giết chết, quân Kim tự động tan vỡ. Ở miền bắc, Tào quốc công Hoàn Nhan Ô Lộc thoán ngôi, đổi tên là Bao, cải nguyên Đại Định, tức là Kim Thế Tông (1161 - 1189).
Ở miền nam, sau cuộc chiến Thái Thạch, phái chủ chiến được dịp trỗi dậy, ra sức đòi triều đình bắc phạt. Trước tình hình đó, vào tháng 5 năm 1162, Tống Cao Tông nhường ngôi cho con nuôi là Tống Hiếu Tông Triệu Thận (1162 - 1189). Hiếu Tông lên ngôi, trọng dụng tể tướng Trương Tuấn, chuẩn bị thu phục Trung Nguyên.
Ngay sau khi quân Kim lui về nước, tướng Tống là Lý Hiển Trung đã đem hơn 10000 quân độ giang thu phục lại Lưỡng Hoài và Đại Tản quan, và còn có ý tiến lên phía bắc. Tống Hiếu Tông cho cải niên hiệu là Long Hưng, bày tỏ ý muốn khôi phục. Để lấy lòng tướng sĩ phe chủ chiến, Hiếu Tông hạ chiếu truy phong cho các danh tướng thời Trung Hưng: phong Hàn Thế Trung là Kì vương, giải oan cho Nhạc Phi, truy phong Ngạc quốc công, thụy hiệu Vũ Mục, thanh trừng dư đảng của Tần Cối. Ý đồ bắc phạt của triều Tống đã thể hiện rất rõ.
Kim phái Cao Trung Kiến làm Giang Nam chiêu dụ sứ, bố cáo việc lên ngôi. Cao Tông trong buổi tiếp sứ tỏ ý vạch lại biên giới, thay đổi việc triều cống, Cao Trung Kiến không chấp nhận. Tể tướng Trần Khang Bá nói
Đó là vì Kim vi phạm minh ước, không phải vì Tống.

## Diễn biến

### Tống triều khai chiến
Hiếu Tông trong việc bắc phạt tỏ ra rất nóng lòng, muốn được lập tức thành công, đã bỏ qua lời khuyên của thầy mình là tể tướng Sử Hạo: Bên trong tu bổ chính sự, bên ngoài củng cố biên cương, trên dùng nhân tài, dưới dùng sức dân, cho tuyển lương tướng tinh binh, chuẩn bị khí giới, tích trữ lương thảo thì chỉ trong vòng 10 năm, binh lực đủ mạnh, có thể một trận mà trở nên vô địch.
Hiếu Tông triệu cựu tể tướng Trương Tuấn vào, bảo rằng
Trẫm nghe danh tiếng của ông đã lâu, nghĩ lại đến nay triều đình chỉ còn có mình ông.
Trương Tuấn đáp
Nhân chủ lấy việc học là trên hết. Việc học của nhân chủ thì cái tâm là cơ bản nhất. Tấm lòng hợp với trời đất thì có việc gì không làm được? Người xưa thường bảo trời là đạo lý, làm việc theo lý thì việc gì cũng thỏa đáng, lòng người sẽ quy về, kẻ địch cũng phải kiêng dè.
Vua hài lòng, gia phong Tuấn là Thiếu phó, tuyên phủ sứ Giang Hòa, tước Ngụy quốc công; thống lĩnh quân đội triều đình tiến lên giành lấy Trung Nguyên. Tướng Tân Khí Tật đề xuất cho quân tấn công vào Quan Thiểm, Tây Kinh, Hoài Bắc và Hải Đạo để phân tán binh mã của người Kim. Cánh quân thủ lực sẽ tiến công vào Sơn Đông, nơi mà quân Kim có sự phòng bị không chu đáo, từ đó hiệu triệu hào kiệt ở Trung Nguyên, ổn định cục diện rồi thừa thắng tiến lên khôi phục hai kinh; rồi sẽ tính luôn việc thu phục Yên, Vân. Lúc này Kim Thế Tông nghe tin nam triều động binh, đã sai Bộc Tán Trung Nghĩa làm Đô nguyên soái đóng ở Biện Kinh cùng Ngột Thạch Liệt Chí Ninh đóng ở Hoài Dương, ngăn chặn cuộc tấn công của Tống.

### Quân Tống khởi đầu thuận lợi
Sang năm 1162, Kim về căn bản đã dẹp xong cuộc nổi dậy của người Khiết Đan ở phía bắc, nên tính đến việc phía nam. Kim Thế Tông Bao gửi thư hứa đòi Tống tuân theo hòa ước mà xưng thần, cống nạp như xưa, trả lại những vùng đất ở Hoài Bắc mà quân Tống đã chiếm sau trận Thái Thạch. Tháng 12 năm đó, Bộc Tán Trung Nghĩa được lệnh đem quân tiến xuống phía nam. Tháng 3 năm 1163, Ngột Thạch Liệt Chí Ninh gửi thư đến Tống, yêu cầu Tống tuân theo minh ước, trả lại "xâm địa" là bốn châu Hải, Tứ, Đường, Đặng và nạp tiền thuế. Triều đình Nam Tống cự tuyệt, mâu thuẫn giữa hai miền đã lên tới cực điểm, chỉ còn chờ chiến tranh nổ ra mà thôi.
Khi triều đình bàn định về việc chống địch, đa số đại thần chủ chiến, duy Sử Hạo chủ hòa, tâu rằng triều đình nên lo ở phía tây, đông không qua khỏi Bảo Kê, bắc không qua khỏi Đức Thuận; nếu để quân ở xa Thục chính là làm mất Thục, vì thế triều đình rút bớt quân ở ba lộ Tần Phượng về giữ đất Thục, đồng nghĩa là bỏ hẳn Thiểm Tây. Xuyên Thiểm tuyên phủ sứ Ngu Doãn Văn (tướng lập công đầu trong trận Thái Thạch) cực lực can ngăn, cho rằng nếu muốn khôi phục thì phải bắt đầu từ Thiểm Tây, và nếu bỏ Thiểm thì Thục nguy, triều đình đẩy Doãn Văn ra Quỳ châu nhưng Hiếu Tông quyết định gọi Doãn Văn về. Cuối cùng thì ba lộ Tần Phương, Hi Hà, Vĩnh Hưng và các châu quận vừa giành được đã bị người Kim cướp lại.
Kim lệnh Bồ Sát Đồ Mục, Đại Chu Nhân đóng quân ở Hồng huyện, Tiêu Kỳ ở Linh Bích, chọn ngày tiến quân. Trương Tuấn vẫn quyết tâm chủ chiến, khuyên Hiếu Tông ra Kiến Khang, khích lệ quân sĩ, lại còn tâu xin đánh Hồng và Linh Bích, Hiếu Tông nghe theo. Sử Hạo lại lên tiếng phản bác, Hiếu Tông nói
Ngụy công có ý muốn khôi phục, còn trẫm cũng không mong được nghỉ ngơi.
Tháng 4, Trương Tuấn hợp binh 80.000 ở Lưỡng Hoài. Tháng 5, sai Lý Hiển Trung, Thiệu Hoành Uyên đem 60.000 quân vượt Hoài Hà, giả xưng là 200.000. Quân Kim đóng ở 2 thành huyện Hồng, Linh Bích, nhòm ngó miền nam. Lý Hiển Trung, Thiệu Hoành Uyên hiến kế nhổ 2 thành ấy. Trương Tuấn sai Lý Hiển Trung ra Hào Châu, đánh Linh Bích; Thiệu Hoành Uyên ra Tứ Châu, đánh huyện Hồng; còn tự mình đốc chiến. Lý Hiển Trung bí mật liên hệ với tướng Kim Tiêu Kì, có mưu đồ đánh Biện Kinh, thông quan Thiểm, đã hành quân tới Đẩu Câu. Tiêu Kì đã mật mưu với Lý Hiển Trung nên cố tình đành thua. Ngày 12 tháng 5 ÂL, Lý Hiển Trung thu phục Linh Bích. Khi đó Thiệu Hoành Uyên vây huyện Hồng, Lý Hiển Trung sai sứ đến dụ hàng tướng Kim là Bồ Sát Đồ Mục, Tri Tứ Châu Chu Nhân, thừa thắng tiến chiếm Túc Châu, chấn động Trung Nguyên. Vì trong sự kiện này, công lao đều thuộc về Lý Hiển Trung nên Thiệu Hoành Uyên tỏ ra bất mãn, lại thêm việc Hiển Trung giết bộ tướng của Hoành Uyên, nên hai tướng ghét nhau.
Ngày 16 tháng 5, Lý Hiển Trung đánh Túc châu. Quân trong thành vội vã ra nghênh chiến mà không có lệnh của chủ soái, nên bị quân Tống kích bại, phải lui. Lý Hiển Trung bảo Uyên thừa thắng đánh vào thành, nhưng Uyên bảo đợi đến hôm sau. Hiển Trung không nghe, đem quân hạ Bắc Môn, Thiệu Hoành Uyên đành phải cho quân tham chiến, giết được hơn 1000 quân địch, cuối cùng thu phục Túc châu. Tướng giữ Túc châu của Kim là Ô Lâm Đáp Lạt Triệt đem tàn quân chạy về phía bắc. Tin thắng trận báo về, Tống triều khanh tướng đều phấn chấn, nên mới có chiếu phong Lý Hiển Trung làm Hoài Nam, Kinh Đông, Hà Bắc chiêu thảo sứ, Thiệu Hoành Uyên là phó, tiếp tục bắc tiến. Quân Tống sau khi khôi phục Túc châu, Thiệu Hoành Uyên yêu cầu mở kho lương phân phát cho tướng sĩ, nhưng Hiển Trung không cho, từ đó quân sĩ sinh ra bất mãn.

### Quân Kim thắng trận Phù Li
Việc quân Tống liên tiếp chiếm các châu, huyện khiến triều Kim chấn động. Kim Thế Tông lập tức sai Ngột Thạch Liệt Chí Ninh đem quân từ Tuy Dương đánh Túc châu. Lý Hiển Trung bảo chỉ có một vạn quân thì không đáng sợ, và ngồi uống rượu coi như không có chuyện gì. Hôm sau, quân Kim kéo tới, Lý Hiển Trung mới biết rằng tướng Bột Triệt đã đưa 100.000 kị binh từ Biện Kinh tới tiếp ứng. Hiển Trung bàn với Hoành Uyên quyết chiến, Hoành Uyên bàn nên lui. Hiển Trung không nghe, tự thúc quân ra đánh. Nhưng bộ tướng Lý Phúc, Lý Bảo lại đột nhiên lui quân, Hiển Trung chém hai người đó, trấn áp quân sĩ. Cuối cùng chư tướng đều ra sức đánh, quân Kim phải lui.
Tuy nhiên chỉ mấy hôm sau, Bột Triệt lại đem quân tới đánh. Hiển Trung đang đóng quân ngoài thành, cho quân cung nỏ ra chặn. Đang lúc giữa trưa, Thiệu Hoành Uyên đi ngang qua chỗ quân sĩ, bảo họ tìm chỗ mát mà nghỉ, khiến lòng quân dao động. Đến đêm, Chu Hoành Ô báo có giặc tới rồi cùng Thiệu Thế Ung, Lưu Thân và Tả Sĩ Uyên, Trương Huấn Thông bỏ trốn. Lý Hiển Trung ra sức chống trả, chém 2.000 quân Kim, nhưng vừa lúc đó Thiệu Hoành Uyên cho rằng quân Kim có tới 200.000 thì làm sao đánh nổi, nên rút lui. Lý Hiển Trung thân cô thế cô làm sao chống lại, nên bất đắc dĩ phải thuận theo. Quân Kim chiếm lại Túc châu, sai Cốc Thanh Thần truy kích quân Tống. Đuổi tới Phù Li, thì hơn 130.000 quân dân Tống bị đánh bại, bao nhiêu khí tài, vật tư tích cóp hơn 10 năm bị cướp sạch. Trận thua ở Phù Li là bước ngoặt quan trọng của cuộc chiến, từ đây quân Kim thay thế quân Tống, nắm quyền chủ động trên chiến trường.
Trương Tuấn dâng thư tạ tội. Hiếu Tông bỏ qua không hỏi đến. Tháng 3 năm Long Hưng thứ 2 (1164), Trương Tuấn lấy Ngụy Thắng giữ Hải Châu, Trần Mẫn giữ Tứ Châu, Thích Phương giữ Hào Châu, Quách Chấn giữ Lục Hợp; đắp thêm 2 thành Cao Bưu, huyện Sào cho thật to, sửa sang các quan ải để chống giặc, tụ thủy quân ở Hoài Âm, mã quân ở Thọ Xuân, ra sức phòng bị Lưỡng Hoài.

### Hoạt động ngoại giao
Tin bại trận khiến quần thần bên Tống hoang mang, phe chủ hòa của Thang Tư Thoái được dịp trỗi dậy. Tư Thoái đến đây được phong làm Thượng thư Tả bộc xạ, ra sức yêu cầu nghị hòa. Tháng 8 ÂL năm 1163, Ngột Thạch Liệt Chí Ninh yêu cầu Tống trả lại bốn châu Hải, Tứ, Đường, Đặng nếu không hai quân sẽ gặp nhau. Hiếu Tông không nghe và giao cho Trương Tuấn làm Đô đốc Giang Hoài.
Tư Thoái cùng bọn Triều Quỳ, Trương Xiển hùa nhau tâu rằng Đường, Đặng không phải nơi hiểm yếu, có thể bỏ qua. Hiếu Tông bắt đầu dao động. Ngu Doãn Văn năm lần dâng sớ tranh luận liền bị giáng chức. Hiếu Tông sau đó sai Lư Trọng Hiền sang Kim bàn về hòa nghị, bảo Trọng Hiền không được cắt bốn châu và phải xin giảm tiền triều cống. Nhưng Trọng Hiền lại bị Bộc Tán Trung Nghĩa hù dọa khiến Trọng Hiền lo sợ không dám làm gì. Bộc Tán Trung Nghĩa còn yêu cầu triều Tống giao trả những người phản bội đầu hàng, cắt bốn châu và để nguyên tiền triều cống. Thang Tư Thoái bèn cử Vương Chi Vọng và Long Đại Uyên đi sứ, căn dặn là hãy đồng ý cắt đất chỉ xin giảm tiền triều cống. Nhưng Hữu chính ngôn Trần Lượng Hàn tâu rằng cần phải bàn kĩ trước, triều đình mới lệnh Chi Vọng chờ ở ngoài biên giới. Lúc này Hồ Thuyên, Diên an Trung, Chu Hi đều dâng sớ phản đối hòa nghị và bị giáng chức, Hồ Phỏng thì bị người Kim giữ lại về sau mới thả. Hiếu Tông được tin thất kinh nên triệu Vương Chi Vọng về triều, lệnh Trương Tuấn tăng cường phòng bị.
Hiếu Tông bên ngoài chê trách ý đồ nghị hòa của Tư Thoái, bảo
Bọn người Kim vô lễ như vậy mà khanh cứ muốn nghị hòa. Thời thế hiện nay cũng khác với lúc Tần Cối nắm quyền. Khanh nghị luận như thế có khác chi Tần Cối.
Tư Thoái cảm thấy sợ hãi nhưng vẫn tìm cách loại bỏ Trương Tuấn nên ngầm sai Tiền Đoan Lễ dâng tấu nói
Việc binh là dùng tới hung khí, quốc phòng lo chưa xong thì ngân khố đã cạn, xin hãy lấy chuyện Phù Li làm điều răn đe mà bàn ngay việc nghị hòa, đó là đại kế của xã tắc.
Hiếu Tông lại hạ chiếu nói rằng:
Trẫm theo lời của Thái thượng hoàng (Tống Cao Tông) không dám khinh động.
Rồi bàn tới việc nghị hòa. sai Đoan Lễ và Vương Chi Vọng đến chỗ Trương Tuấn, khuyên ông bãi binh. Sau đó Hiếu Tông hạ chiếu triệu Trương Tuấn vào triều, bãi bỏ phủ đô đốc Giang Hoài, chuẩn bị cho hòa nghị. Lại lệnh triệu Ngu Doãn Văn về triều, lấy Hàn Trọng Thông thay thế và cho quân rút khỏi hai châu Đường, Đặng. Tháng 8 ÂL năm này, Trương Tuấn mất.

### Quân Kim nam hạ
Sau khi Trương Tuấn mất, Thang Tư Thoái tiếp tục xúc tiến nghị hòa, xin cử Tông chánh thiếu khanh Ngụy Kỉ sang Kim. Hiếu Tông dặn Ngụy Kỉ phải ký minh ước rõ ràng, buộc triều Kim lui quân, giảm tiền triều cống và không được trả những người quy thuận. Ngụy Kỉ xin Hiếu Tông nếu người Kim đòi hỏi vô lý thì phải lập tức ra quân, Hiếu Tông bằng lòng.
Khi đó quân Kim áp sát sông Hoài. Bộc Tán Trung Nghĩa thấy Ngụy Kỉ đến trại Kim thì đòi xem thư nghị hòa, Ngụy Kỉ không cho. Trung Nghĩa nói thẳng với Ngụy Kỉ là muốn lấy cả hai châu Thương, Tần, tiền triều cống là 20 vạn. Ngụy Kỉ bèn báo về triều. Hiếu Tông nghe lời Thang Tư Thoái, hứa cắt 4 châu, nộp 20 vạn tiền triều cống và lại sai Ngụy Kỉ sang Kim. Nhưng Bộc Tán Trung Nghĩa cũng chưa vừa ý, bèn cùng Ngột Thạch Liệt Chí Ninh đem quân từ Thanh Hà tấn công Sở châu giết chết tướng Ngụy Thắng khiến Giang Hoài chấn động. Đô thống chế Lưu Bảo bỏ thành chạy trốn. Lấy được Sở châu, quân Kim đem quân đánh tiếp Hào châu, Trừ châu. Vương Ngạn ở Trừ châu co giò bỏ chạy, Trừ châu cũng mất.
Hiếu Tông bèn bãi chức đô đốc của Thang Tư Thoái, triệu Trần Khang Bá về kinh và định phong cho Vương Chi Vọng thống lĩnh quân ở Giang Hoài chống địch. Chi Vọng nhát gan không dám nên Hiếu Tông mới dùng Dương Tồn Trung. Dương Tồn Trung cố giữ vừng Lưỡng Hoài, truy cứu những tướng ở biên cương thiếu trách nhiệm dẫn đến việc thua trận. Do vậy mà bọn Thang Tư Thoái bị bãi chức. Lúc này quân Kim đã đánh bại quân của tướng Thôi Tuyền ở Lục Hợp. Triều đình nhà Tống sai Vương Biện đi sứ nước Kim dâng thư lên Kim Thế Tông bàn về việc hòa nghị, sau đó triệu Dương Tồn Trung về triều.

## Hòa ước Long Hưng
Tiền Đoan Lễ chủ trương nghị hòa nên ngầm lệnh các tướng không được tự ý tiến quân. Vương Biện sang Kim bàn bạc, cuối cùng Kim Thế Tông chấp nhận nghị hòa, các điều khoản chính như sau
1. Nam bắc kết mối hòa hảo, thông thương với nhau, xưng nước chú nước cháu. Tống chủ dùng lễ thúc phụ đối với Kim Thế Tông,nhưng được xưng là Đại Tống Hoàng Đế với Kim, không phải xưng thần như trước nữa, cũng không phải nhận sắc phong, 2 nước bình đẳng về tước vị và ngoại giao, không cần phải gửi thệ biểu mà gọi là thệ thư.
2. Tiền triều cống mỗi thứ giảm năm vạn, tức 200.000 lạng bạc, 200.000 tấm lụa.
3. Bốn châu Hải, Tứ, Đường, Đặng và những vùng đất phía ngoài Đại Tản quan thuộc về Kim. Những người ở miền bắc đã quy phục triều Tống được miễn truy xét.

Hiếu Tông sai Ngụy Kỉ đã tới Kim và dâng thư của Hiếu Tông lên Kim Thế Tông, đầu thư viết: Cháu Đại Tống hoàng đế Thận kính cẩn cúi đầu dâng thư lên thúc là Đại Kim Thánh Minh Nhân Hiếu hoàng đế và hứa nạp tiền triều cống 20 vạn. Kim Thế Tông Bao cũng gửi thư cho triều Tống, đầu thư viết: Chú Đại Kim hoàng đế (không ghi tên, không viết là kính cẩn cúi đầu) gửi thư đến cháu là Đại Tống hoàng đế. Cách viết thư này trở thành thông lệ cho việc bang giao về sau giữa hai nước.
Sau đó Kim Thế Tông triệu Bộc Tán Trung Nghĩa về nước, chỉ giữ 60.000 quân canh giữ biên cương, còn Ngụy Kỉ trở về Tống phục mệnh. Từ đó, nam - bắc hòa hảo trong suốt hơn 40 năm, Trung Quốc bước vào một thời kì thái bình thịnh trị.